# Rafael Rullán
Rafael Rullán Ribera (Palma di Maiorca, 8 gennaio 1952 – Madrid, 4 maggio 2025) è stato un cestista spagnolo.

## Carriera
Con la Spagna disputò i Giochi olimpici di Monaco 1972, i Campionati mondiali del 1974 e sei edizioni dei Campionati europei (1971, 1973, 1975, 1977, 1979, 1981).

## Palmarès
- Campionato spagnolo: 14

Real Madrid: 1969-70, 1970-71, 1971-72, 1972-73, 1973-74, 1974-75, 1975-76, 1976-77, 1978-79, 1979-80, 1981-82, 1983-84, 1984-85, 1985-86
- Copa del Rey: 9

Real Madrid: 1970, 1971, 1972, 1973, 1974, 1975, 1977, 1985, 1986
- Supercoppa spagnola: 1

Real Madrid: 1984
- Coppa dei Campioni: 3

Real Madrid: 1973-74, 1977-78, 1979-80
- Coppa delle Coppe: 1

Real Madrid: 1983-84
- Coppa Intercontinentale: 4

Real Madrid: 1976, 1977, 1978, 1981